# Curtisia dentata
Curtisia dentata je jediný zástupce čeledi Curtisiaceae vyšších dvouděložných rostlin. Je to stálezelený strom se vstřícnými kožovitými listy a čtyřčetnými květy uspořádanými v latách. Plodem je peckovice. Druh se vyskytuje v jižní Africe.

## Popis
Curtisia dentata je stálezelený strom se vstřícnými kožovitými listy bez palistů. Dorůstá výšky 2 až 12 nebo i 20 metrů. Kůra je v mládí hladká a šedá, ve stáří je tmavá a podélně rozpukaná. Listy jsou až 10 cm dlouhé, vejčité, na okraji řídce zubaté, na líci lesklé, na rubu červenavě plstnaté, se zpeřenou žilnatinou. Květy jsou oboupohlavné, kompletně čtyřčetné, ve vrcholové latě. Kalich je srostlý, korunní lístky jsou volné. Koruna je špinavě bílá nebo hnědavá. Tyčinky jsou 4. Semeník je spodní, srostlý ze 4 plodolistů a se 4 komůrkami a s jedinou vrcholovou čnělkou. Plodem je kulovitá asi 1 cm velká bělavá peckovice se 4 semeny a zbytkem kalicha na vrcholu.

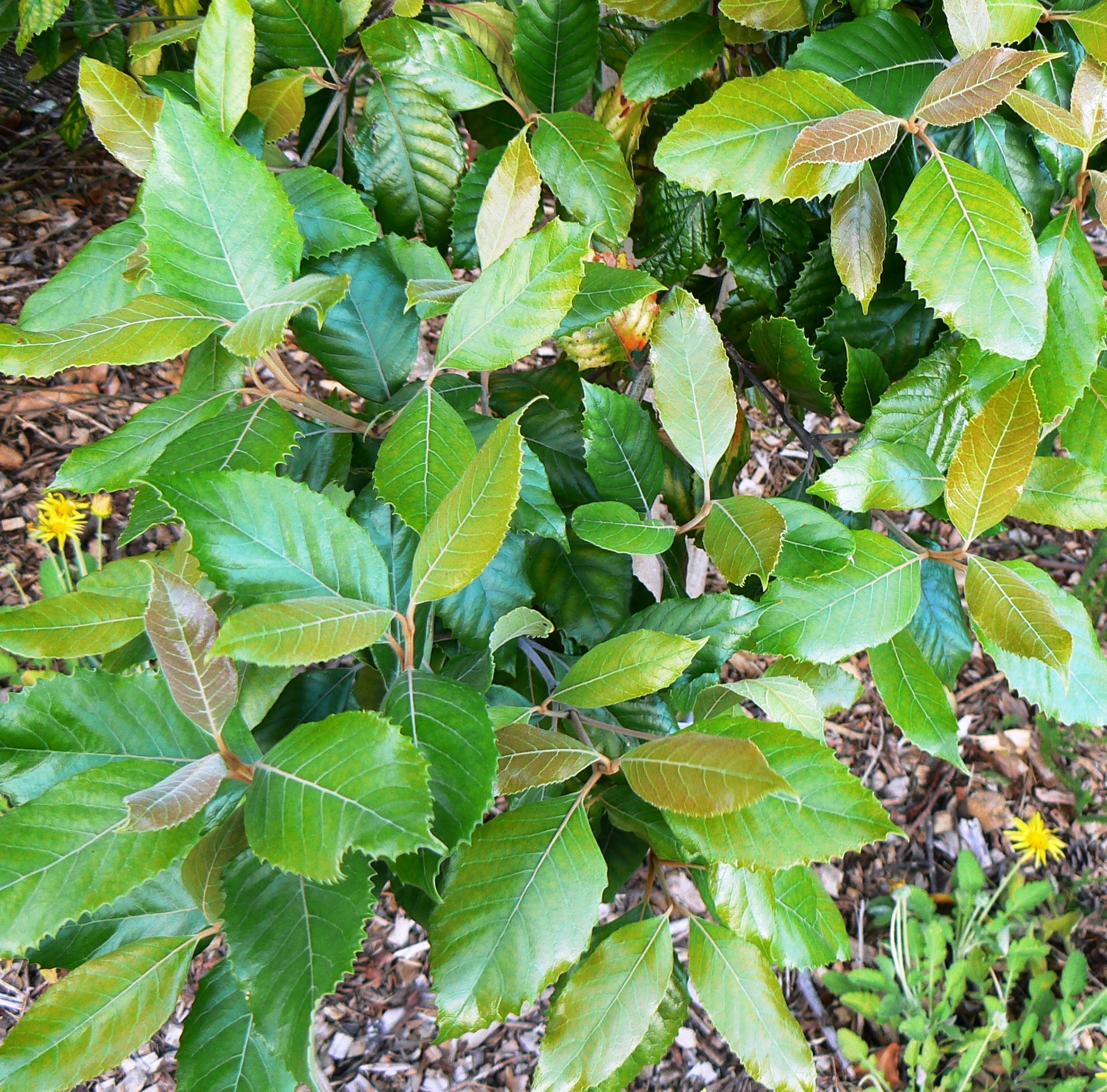
Větévky s listy
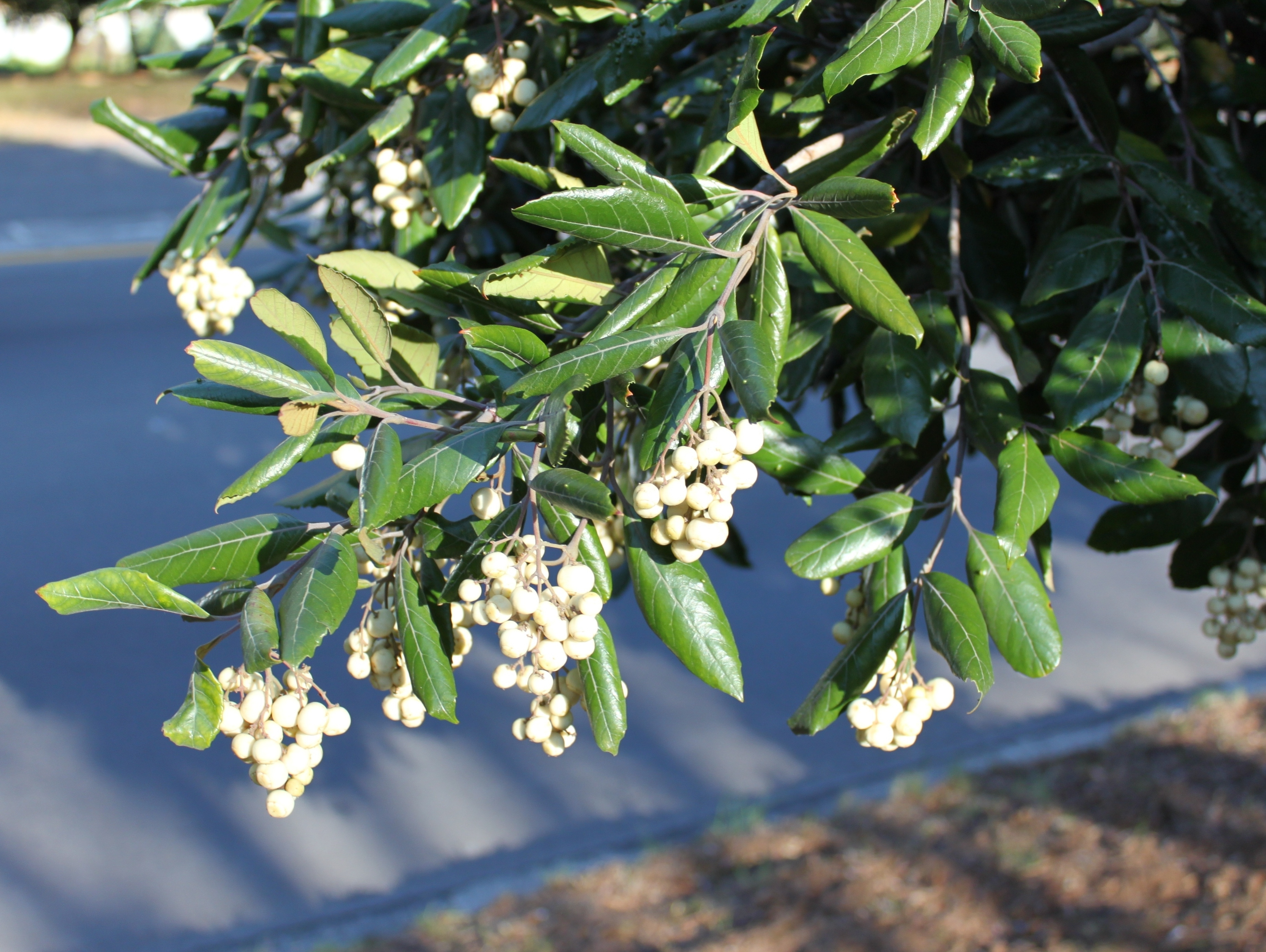
Větévka s plody
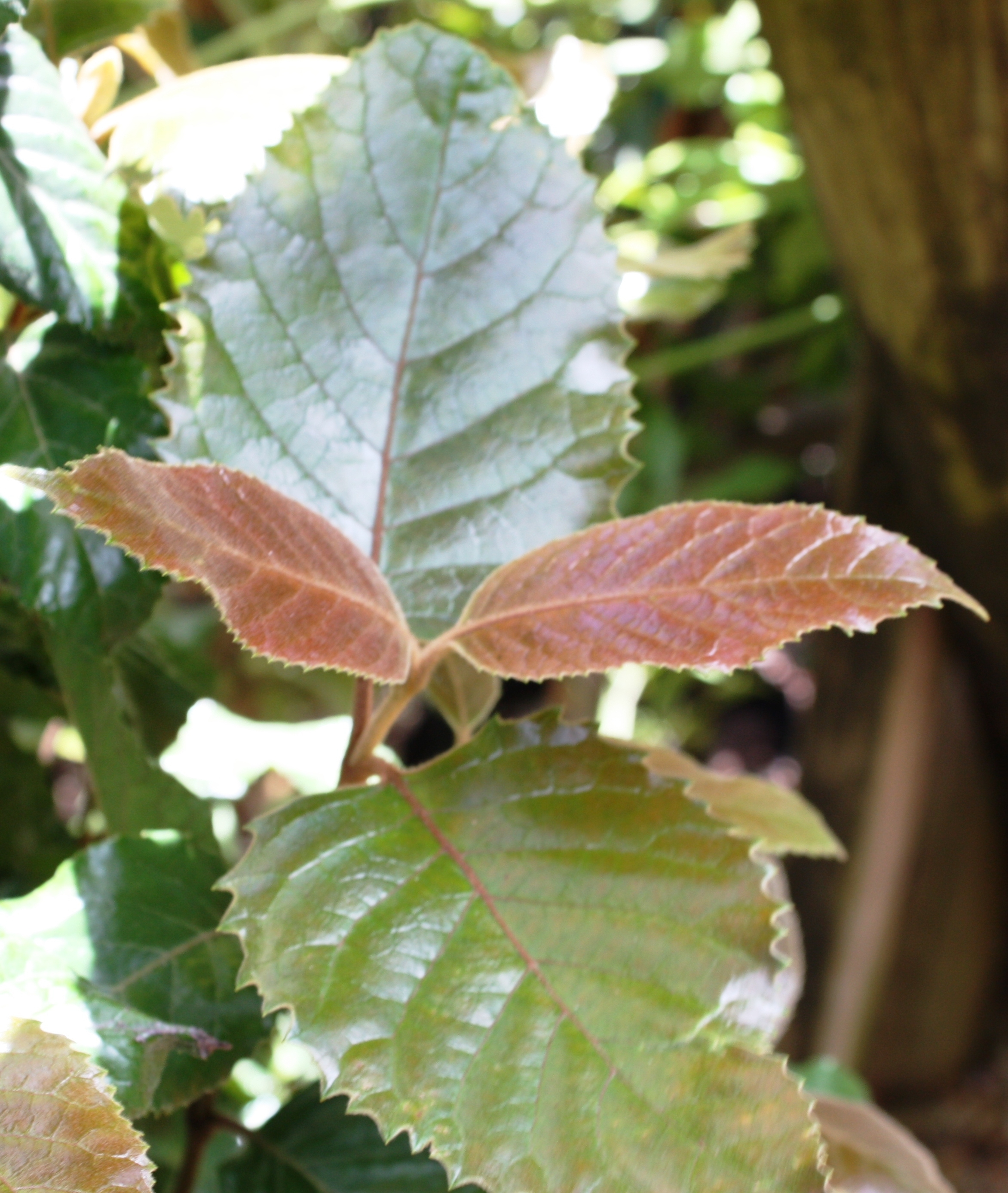
Detail vrcholu mladé rostliny

## Rozšíření
Druh se vyskytuje pouze v Jihoafrické republice a Svazijsku. Roste v původních klimaxových lesích, na travnatých svazích kopců a v křovité pobřežní vegetaci v nadmořské výšce 0 až 1800 m. Nejčastěji rostou pospolu s nohoplodem Podocarpus latifolius a olivovníkem Olea capensis.

## Ekologické interakce
Květy neprodukují nektar a nejsou vonné. Bylo zjištěno, že rostlina je silně samosprašná. Semena jsou šířena ptáky, netopýry, opicemi i divokými prasaty vyhledávajícími hořké plody.

## Taxonomie
Curtisiaceae tvoří sesterskou větev s čeledí Grubbiaceae. V minulosti byl rod často řazen do čeledi dřínovité (Cornaceae).

## Význam
Strom je pod jménem assegai velmi populární v místní lidové medicíně. Používá se kůra, sloužící k ošetřování průjmů a žaludečních potíží, k čištění krve a jako afrodiziakum. Dřevo je červenavé, pevné, tvrdé ale nepříliš trvanlivé. Bylo vyhledáváno již od koloniálních dob a letité stromy se staly vzácnými. Plody jsou jedlé ale hořké.